# Faní Psathá
Faní Psathá –en griego, Φανή Ψαθά– (Psajná, 2 de febrero de 1976) es una deportista griega que compitió en lucha libre. Ganó dos medallas en el Campeonato Europeo de Lucha, plata en 2006 y bronce en 2005.

## Palmarés internacional
| Campeonato Europeo | Campeonato Europeo | Campeonato Europeo | Campeonato Europeo |
| Año                | Lugar              | Medalla            | Categoría          |
| ------------------ | ------------------ | ------------------ | ------------------ |
| 2005               | Varna (Bulgaria)   | Medalla de bronce  | 48 kg              |
| 2006               | Moscú (Rusia)      | Medalla de plata   | 48 kg              |